# Кулиняк Степан Львович
Степан Львович Кулиняк (нар.17 січня 1989, Дрогобич, Львівська область, УРСР) — голова Дрогобицької районної адміністрації з 5 березня 2021 року.

## Життєпис
Народився 17 січня 1989 року в Дрогобичі на Львівщині.
Закінчив Львівський університет ім. Франка за спеціальністю «Правознавство» та Тернопільський економічний університет (нині — Західноукраїнський національний університет) за спеціальністю «Фінанси, банківська справа та страхування». Здобув ступінь магістра державного управління у Львівському інституті державного управління Національної академії Державного управління при Президентові України. Отримав свідоцтво про право на зайняття адвокатською діяльністю.
З 2008 року працював спеціалістом І категорії, спеціалістом відділу правового забезпечення виконавчого комітету Дрогобицької міської ради.
У 2015–2019 роках — начальник відділу правового забезпечення виконавчого комітету Дрогобицької міської ради.
У жовтні 2015 року балотувався у депутати Дрогобицької міськради VII скл. від «БПП Солідарність». У 2018 році обраний членом виконавчого комітету Дрогобицької міськради.
З лютого 2019 по березень 2021 року — керівник апарату Дрогобицької районної адміністрації.
У жовтні 2020 року обраний депутатом Дрогобицької міськради VIII скл. від партії «Слуга народу», став головою земельної комісії.
У 2020–2021 роках — член виконавчого комітету Трускавецької міської ради.
З 5 березня 2021 року — голова Дрогобицької районної державної адміністрації.

## Громадська діяльність. Нагороди та відзнаки
Засновник та голова ГО «Демократична ініціатива міста», засновник спортклубу «Спартак-Дрогобич», засновник БФ «Родина Кулиняків».
Неодноразовий чемпіон Львівської області та чемпіон України з боксу серед юнаків 1989–1990 р. н. у ваговій категорії до 70 кг.
Нагороджений нагрудним знаком «Знак пошани» Міністерства оборони України за значний особистий внесок в організацію та надання всебічної допомоги підрозділам Збройних сил України, підтримання бойового духу захисників та активну волонтерську діяльність, а також пам'ятним знаком «43-ї Окремої артилерійської бригади імені гетьмана Тараса Трясила». 
У лютому 2023 року отримав нагрудний знак «За сприяння війську» від головнокомандувача Збройних Сил України Валерія Залужного. 
У травні 2024 року начальник Дрогобицької РВА Степан Кулиняк отримав відзнаку Міністерства оборони України – медаль «За сприяння Збройним Силам України» за підписом міністра Рустема Умерова. Таку нагороду присвоюють за значний особистий внесок у справу розвитку Збройних Сил України, плідну та самовіддану співпрацю з Міністерством оборони України, патріотизм та активну громадську позицію.
Нагороджений почесним нагрудним знаком Головнокомандувача Збройних сил України — «Хрест Заслуги». Цю нагороду голові Дрогобицького району Головнокомандувач ЗСУ Олександр Сирський присвоїв наказом №1702 від 31 грудня 2024 року. 

## Родина
Одружений. Виховує трьох доньок та сина.